# Stromatolit
Stromatolitter er de ældste kendte fossiler og kan beskrives som fossilerede mikrobielle måtter. Moderne stromatolitter som levende bakteriemåtter blev først fundet i Vestaustralien i 1956, men er nu fundet på flere lokaliteter, f.eks. i Yellowstone National Park og i det indiske ocean.
Stromatolitter er områder af sediment, som bliver stabiliseret af et beskyttende lag af mikroorganismer, som vokser i kolonier. Hvis et meget tykt lag af sediment aflejres på en måde så mikroorganismerne dør, bevares den karakteristiske rynkede struktur der minder om elefanthud. Stromatolitter kan være fx være måtteformede, kegleformede eller runde.
De ældste spor af liv på jorden findes i Grønland i Isua grønstensbæltet som stromatolit-fossiler dateret til at være 3,7 milliard gamle. Og der er gode beviser for 3,5 milliarder år gamle stromatolit-fossiler i Australien.
Stromatolitter var dog meget udbredte indtil Kambrium, hvor en række bakteriegræssende organismer opstod.
 Siden har stromatolitter kun kunnet forekomme under særlige betingelser hvor deres fjender ikke kan overleve længe nok til at æde dem. Man kender til 3,5 mia. år gamle stromatolitter med spor af bakterier, der har lavet fotosyntese ved hjælp af H2S i stedet for H2O.